# GO AHEAD!
《GO AHEAD!》는 1978년 12월 20일에 발매된 일본의 싱어송라이터 야마시타 타츠로의 세 번째 스튜디오 음반이다.
상업 음악 등에서는 익명으로 활동하는 음악가로서 야마시타에 대한 수요가 높았지만, 음반 회사의 계약 음악가로서의 야마시타의 평가는 호의적이었지만, RCA가 원하는 판매 수치를 충족시키지 못하고 있었다. 야마시타 자신도 당시 자신이 살아왔던 록과 포크의 세계가 새로운 단계에 접어들었다고 느꼈고, 이대로 간다면 아마도 음반과 라이브 활동을 포기해야 할 것이라고 생각했다. 그래서 그는 이번 음반이 아마도 마지막이 될 것이라는 비관적인 예측을 했다. 음반은 비평가들과 청취자들로부터 정리가 안 돼 있다는 비판을 받았지만, 진통을 겪기 시작한 작가의 원칙이 이어진 음반 제작 정책의 싹이었다고 할 수 있다. 그러나 야마시타 타츠로는 《GO AHEAD!》 음반 〈BOMBER〉에 수록된 그의 노래 중 하나가 오사카의 디스코텍에서 히트한 노래라는 것을 들었다. 그래서 1979년에 〈BOMBER〉라는 제목으로 홍보 싱글이 발매되었다.

## 배경
전작 《IT'S A POPPIN' TIME》에 수록되어 있는 라이브의 분위기로부터, 도쿄를 중심으로 한 야마시타에의 음악적 평가는 결코 낮은 것이 아니었다. 당시의 야마시타의 레코드 세일즈는 그 80% 가까이가 도쿄 주변에 있어서의 것이었다고 한다.CM 음악 등에서 익명성 하에서 활동하는 작가, 뮤지션으로서의 야마시타의 수요는 높았지만, 레코드 회사의 계약 뮤지션으로서의 환언을 한다면 "토탈 캐릭터"로서의 야마시타에 대한 평가는 "기술은 있지만 (세일즈의) 숫자를 기대할 수 없다"라고 되어 있었다.
야마시타 자신도 당시 자신이 살아온 록이나 포크의 세계가 새로운 단계에 접어든 것을 느꼈고, 이대로 가면 아마 자신의 레코드나 라이브 활동은 머지않아 포기하지 않을 수 없을 것이라고 생각했다고 한다. 그래서 아마 이 음반이 마지막이 될 것이라는 비관적인 예측을 했었다. 그런 상태에서는 곡 만들기도 쉽지 않고 어차피 마지막이니까 하고 싶은 것을 하고 끝내려고 써내려간 몇 곡은 이전보다 훨씬 작가성이 강한 작품이었고, 그것은 앞으로 작곡가 살아가려는 의지의 표현이기도 했다고 한다. 음반 1장 분량의 곡을 쓸 자신이 없었기 때문에, 그 무렵 작곡가로서 남에게 제공하고 있던 작품이나 커버등도 넣기로 했기 때문에 작가성은 더욱 강해져, 《SPACY》에서는 확 바뀌어, 야마시타 자신이 말하는 곳의 오목미, 혹은 제각각인 곡조가 혼재하는 음반이 되었다. 그래서 평론가나 청취자들로부터 정리가 안 된다는 비판을 많이 받았다고 하는데, 어렵게 시작한 작가주의가 이후 이어진 음반 제작 방침의 맹아였다고 할 수 있다.

## 곡 목록
작사는 모두 특별한 언급이 없는 한 요시다 미나코가 맡았고, 작곡은 모두 특별한 언급이 없는 한 야마시타 타츠로가 맡았다.
| #  | 제목                                                          | 작사            | 재생 시간 |
| -- | ------------------------------------------------------------- | --------------- | --------- |
| 1. | 〈OVERTURE〉                                                  |                 | 0:48      |
| 2. | 〈LOVE CELEBRATION〉                                          | 제임스 레이건   | 4:26      |
| 3. | 〈LET'S DANCE BABY〉                                          | 요시오카 오사무 | 4:12      |
| 4. | 〈MONDAY BLUE〉                                               | 야마시타 타츠로 | 7:12      |
| 5. | 〈따라와 (FOLLOW ME ALONG) (ついておいで (FOLLOW ME ALONG))〉 |                 | 4:48      |

| #  | 제목                                                        | 작사            | 작곡      | 재생 시간 |
| -- | ----------------------------------------------------------- | --------------- | --------- | --------- |
| 1. | 〈BOMBER〉                                                  |                 |           | 5:58      |
| 2. | 〈해조음 (THE WHISPERING SEA) (潮騒 (THE WHISPERING SEA))〉 |                 |           | 4:23      |
| 3. | 〈PAPER DOLL〉                                              | 야마시타 타츠로 |           | 3:27      |
| 4. | 〈THIS COULD BE THE NIGHT〉                                 | 해리 닐슨       | 해리 닐슨 | 3:56      |
| 5. | 〈2000톤의 비 (2000トンの雨)〉                              | 야마시타 타츠로 |           | 3:05      |